# Árbol europeo del Año

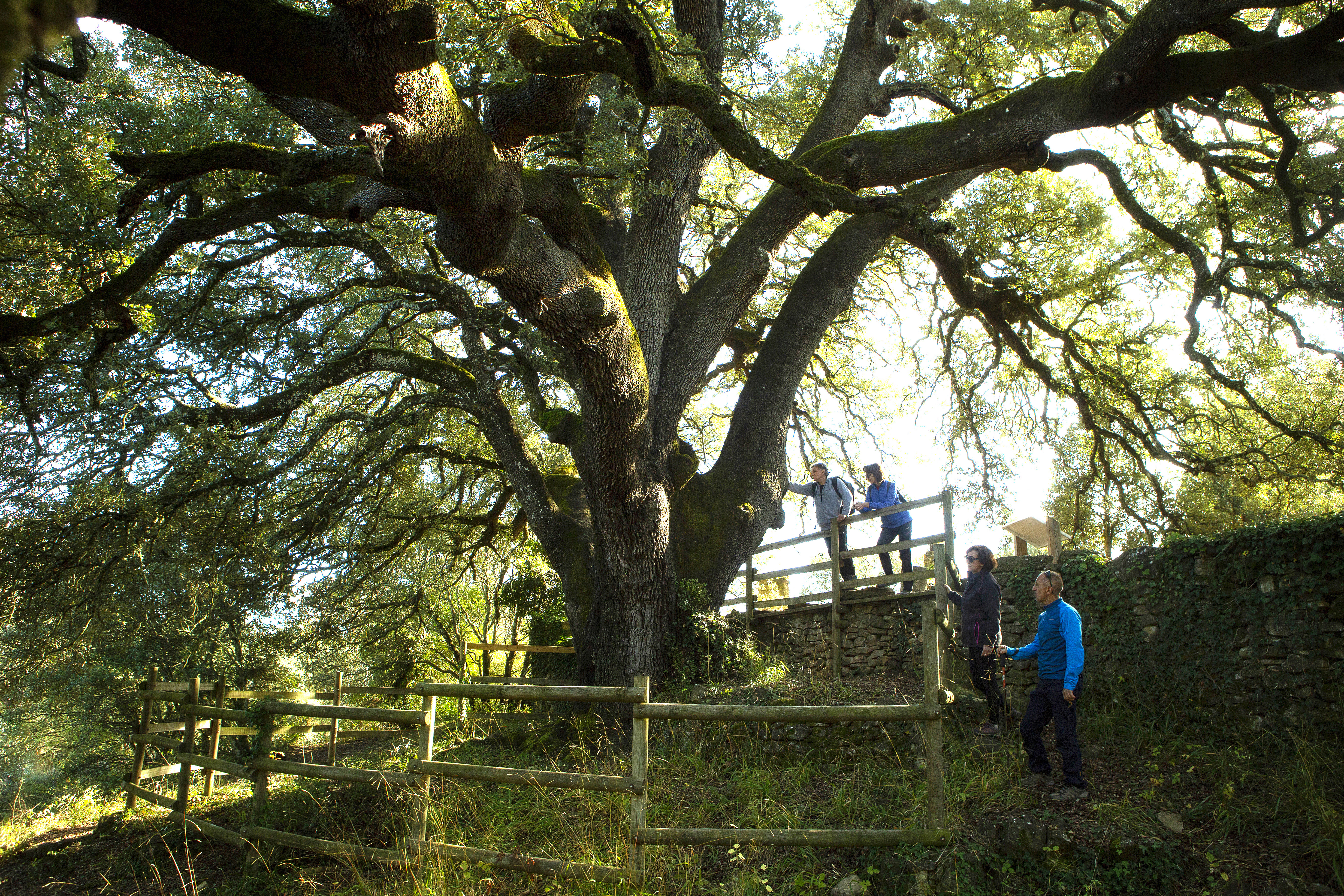
Ganador de 2021: "Carrasca milenaria de Lecina", España.

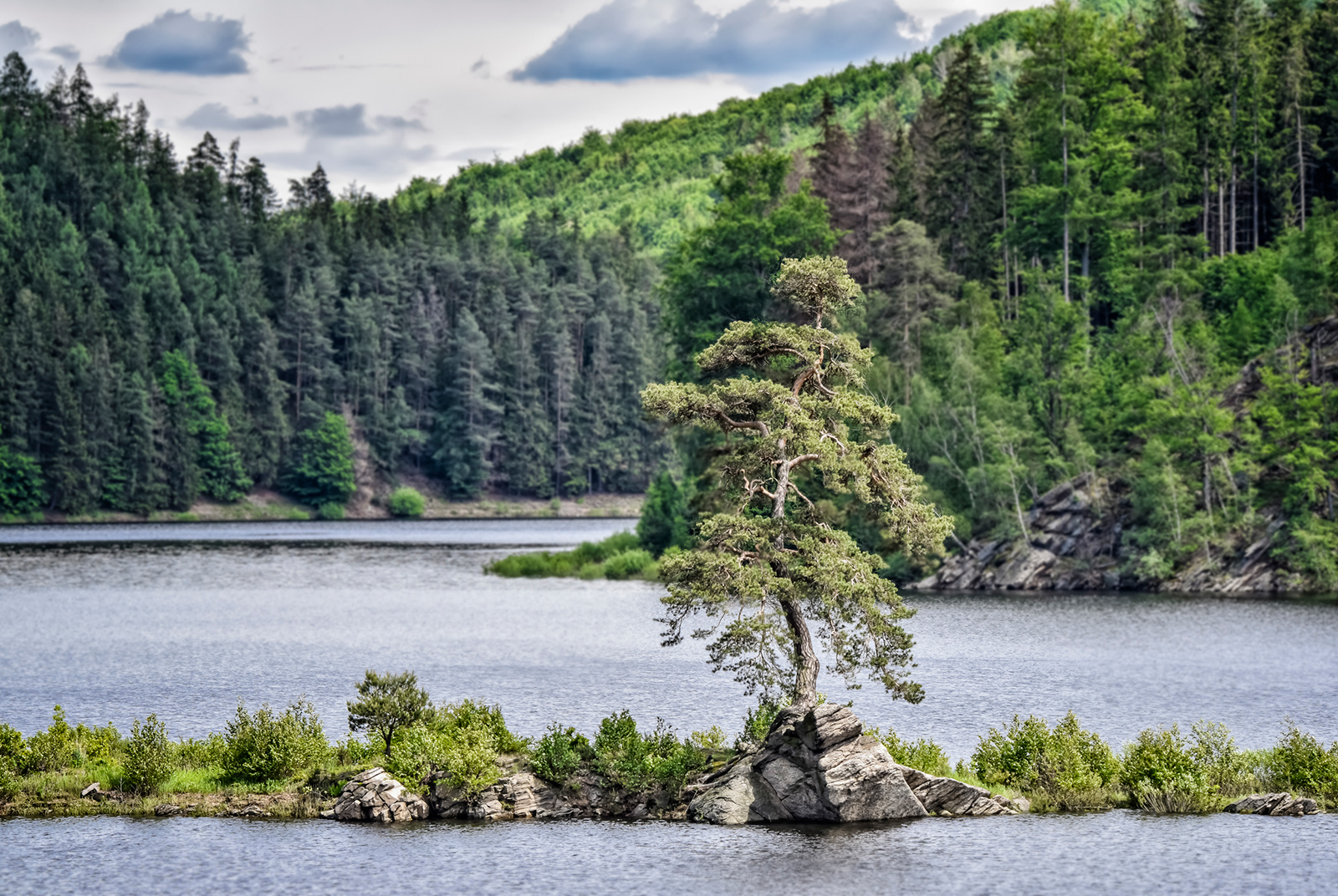
Ganador 2020 "Guardián del Pueblo Inundado", República Checa

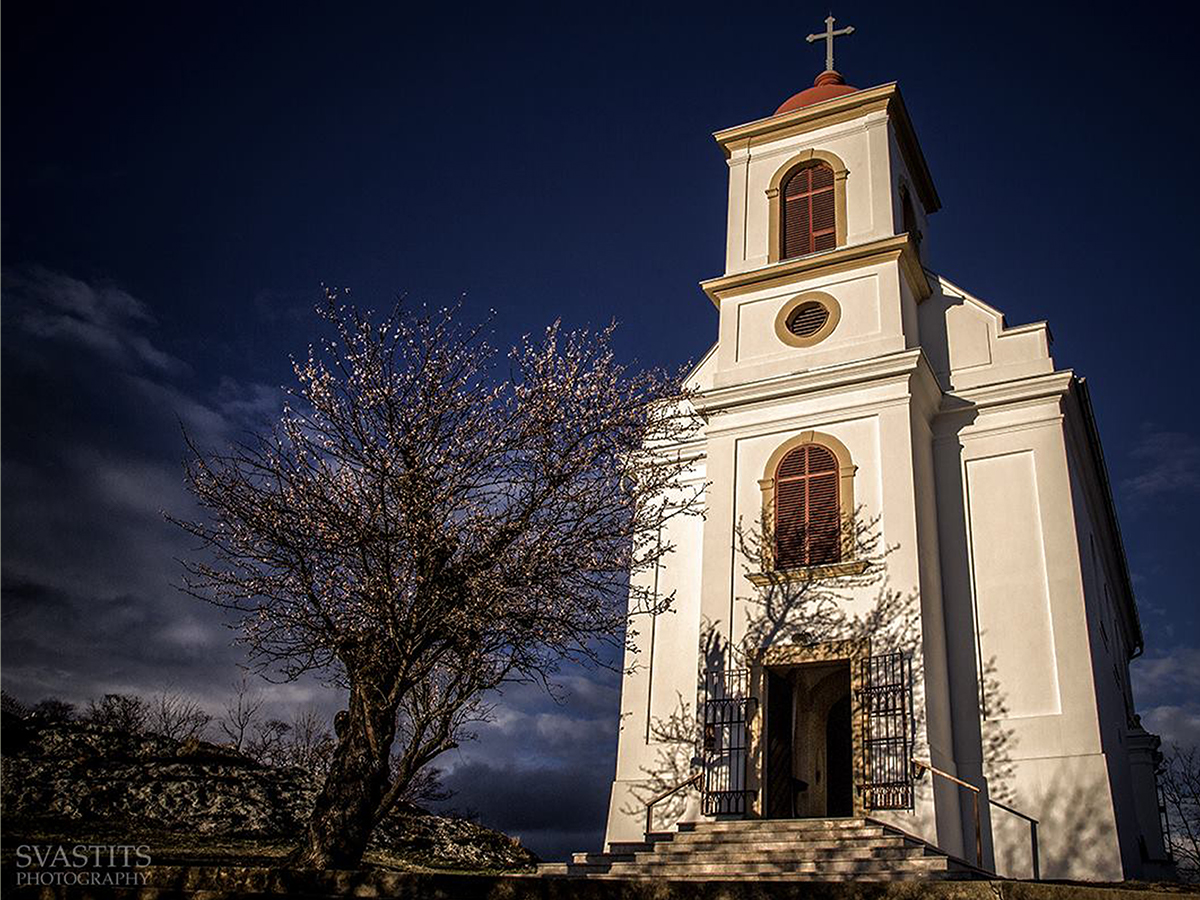
Ganador 2019 "El almendro del Cerro Nevado en Pécs", Hungría.

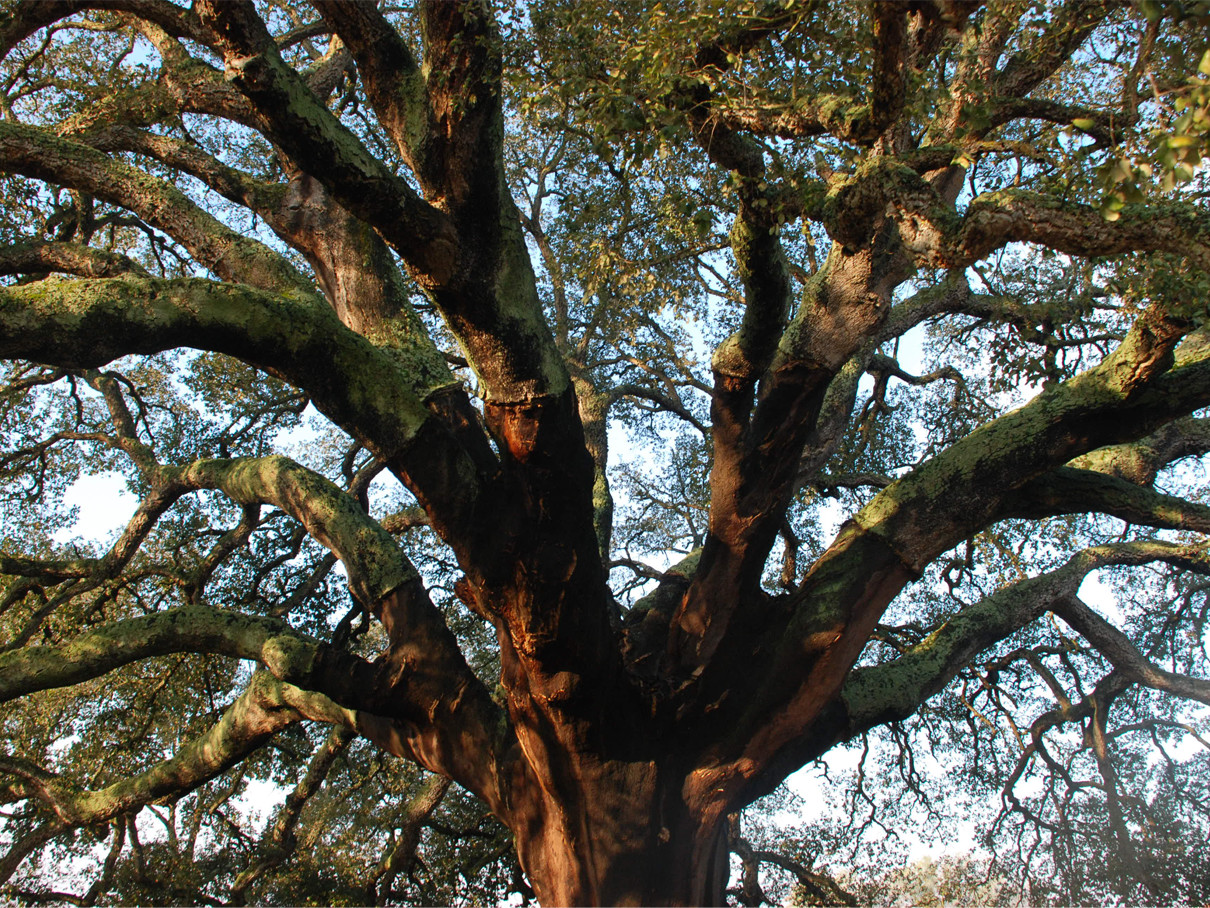
Ganador de 2018 "Alcornoque silbador", Portugal

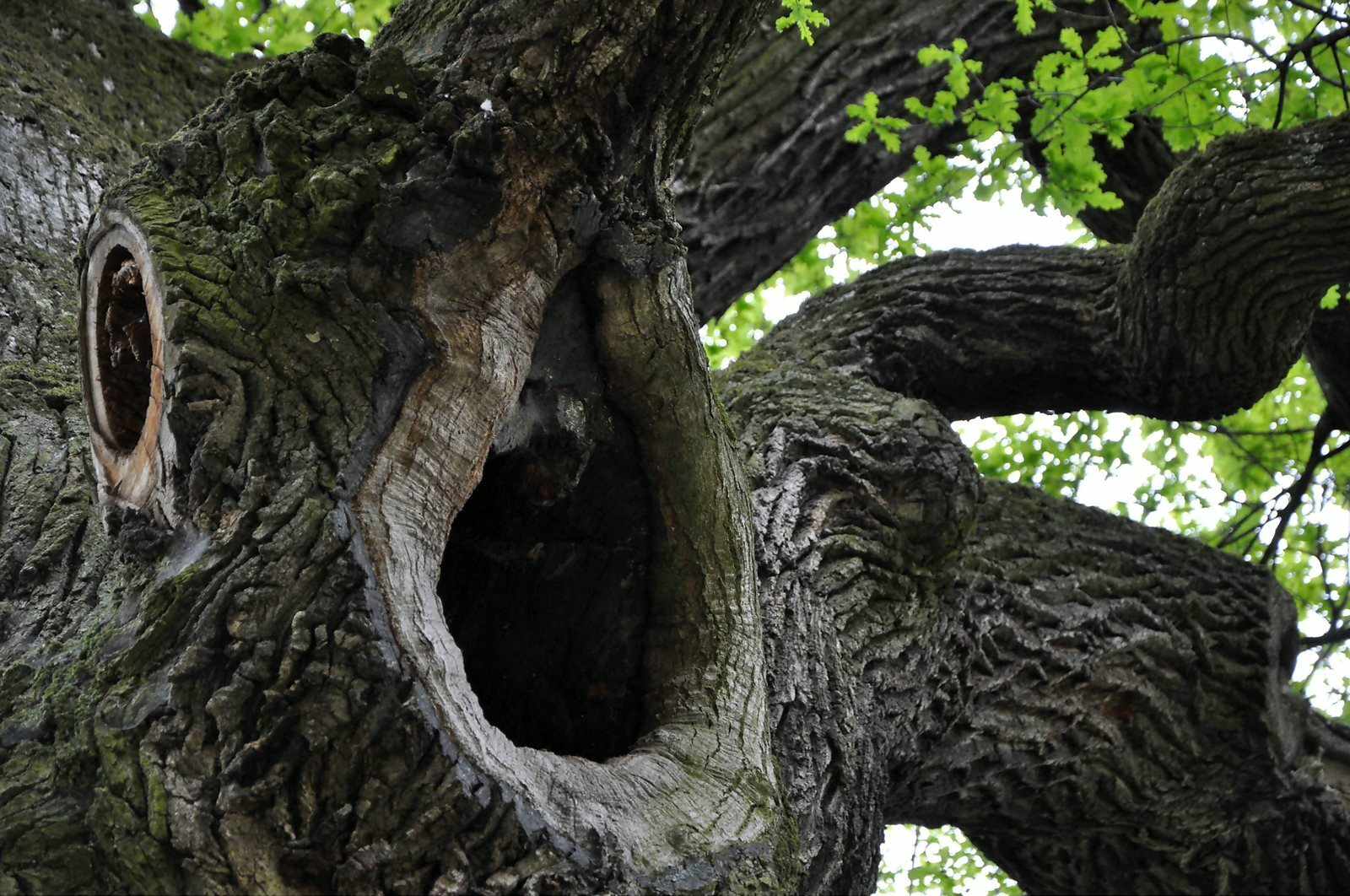
Ganador de 2017 "Roble Josef", Polonia

El Árbol europeo del Año es un concurso anual que se celebra con el objetivo de encontrar el árbol más significativo, remarcable o histórico en Europa.
El concurso lo celebra la Asociación de Sociedad Medioambiental (EPA), una organización apoyada por la Asociación europea de los Dueños de Tierra y la Comisión europea.

## Historia
El Árbol europeo del Año se celebra desde 2011 y selecciona un árbol de los países participantes (ahora 15 en número) por voto público. Está inspirado en un concurso de árbol nacional checo que se venía celebrando previamente. La mayoría de países hacen pública una lista nacional para seleccionar su representante para cada año. Los nombramientos están hechos en el año que precede el premio. La votación del árbol europeo del año comienza el 1 de febrero de cada año y dura hasta el fin del mes. Una exhibición viva, on-line de los votos lanzados para cada árbol se muestra hasta la última semana de febrero, cuándo los finalistas más votados se mantienen en secreto. El ganador es anunciado en una ceremonia de premios que se celebra en el Parlamento de UE, Bruselas.
Desde 2015, se lleva a cabo una visita de cada árbol promocional visitando muchos árboles durante el mes de febrero, que es cuando se realizan las votaciones. Eventos con los medios de comunicación, concursos de arte y actividades infantiles tienen lugar para cada árbol, con las obras artísticas ganadoras que son mostrados en la ceremonia de premios.
En años más recientes, un blog llamado #TreesInNeed es promovido por los organizadores del concurso para destacar el pliego de árboles de Europa amenazados por la destrucción.

## Ganadores
- 2024 - "El corazón del jardín" (Fagus Sylvatica) - Niemcza, Polonia.[4]
- 2023 - "Roble Fabrykant" (Quercus robur) - Lodz, Polonia.[5]
- 2022 - "Roble Dunin" (Quercus robur) - Przybudki, Polonia.[6]
- 2021 - "Carrasca Milenaria de Lecina" (Quercus ilex) - Bárcabo, España.[7]
- 2020 – "Guardián del Pueblo Inundado" (Pinus sylvestris) – Dalečín, República Checa.[8]
- 2019 – "El almendro de Snowy Hills en Pécs" (Prunus dulcis) – Hungría.[9]
- 2018 – "Alcornoque silbador" (Quercus suber) – Palmela, Portugal.
- 2017 – "Roble Josef" (Quercus robur) – Wiśniowa, Polonia.
- 2016 – "El árbol más viejo de Bátaszék" (Quercus pubescens) – Hungría.
- 2015 – Robles en un campo de fútbol" (Quercus robur) – Orissaare, Estonia.
- 2014 – "El Viejo Olmo" (Ulmus minor) – Sliven, Bulgaria.
- 2013 – Plátano de Eger"  (Platanus acerifolia) – Hungría.
- 2012 – "El Viejo Tilo de Felsőmocsolád" (Tilia)– Hungría.
- 2011 – "Tilo en Leliceni" (Tilia) – Rumanía.